# Coppa Mitropa (scacchi)
La Coppa Mitropa (nome ufficiale Mitropa Cup) è un torneo di scacchi a squadre per selezioni nazionali, che si disputa annualmente tra il mese di maggio e il mese di giugno. Prevede la partecipazione dalle sei alle dieci squadre dell'Europa Centrale, con un torneo assoluto e un torneo femminile.
Il torneo non fa parte del ciclo mondiale FIDE, ciò lo rende unico nel panorama scacchistico.

## Storia
Una Mitropa non ufficiale si tenne nel 1956 con i soli paesi dell'Europa Centrale, edizione vinta dal Belgio.
La Mitropa attuale nasce nel 1976 da un'idea della scacchista e Arbitro internazionale Gertrude Wagner, che voleva creare un torneo europeo sulla falsariga della Coppa Mitropa di calcio. Organizzò la prima edizione del torneo insieme al marito Karl e al presidente della federazione austriaca Kurt Jungwirth. Il torneo si tenne a Innsbruck e prevedeva anche nazioni dell'Europa meridionale e dell'Europa Occidentale
La prima edizione del torneo femminile si disputò nel 2002 a Saint-Vincent in Italia. Sebbene la prima edizione venne disputata in una sede diversa dal torneo open, dall'edizione 2005 il torneo femminile si tiene contemporaneamente a quello open e viene organizzato insieme ad esso.
Nel 2020 il torneo non si è disputato a causa della Pandemia di COVID-19, nel 2021 il torneo viene disputato per la prima volta in forma ibrida.
Nel 2021 le dieci Federazioni scacchistiche partecipanti hanno creato la Mitropa Chess Association (MCA), l'ente incaricato di organizzare la competizione, riconosciuto successivamente dalla FIDE. L'attuale Presidente della MCA è l'italiano Marco Biagioli.

## Albo d'oro

### Torneo Open
| Anno | Luogo                  | Squadre | Oro            | Argento        | Bronzo         |
| ---- | ---------------------- | ------- | -------------- | -------------- | -------------- |
| 1976 | Innsbruck              | 8       | Germania Ovest | Svizzera       | Jugoslavia 2   |
| 1977 | Bad Kohlgrub           | 6       | Austria        | Svizzera       | Francia        |
| 1978 | Castelvecchio Pascoli  | 7       | Jugoslavia     | Italia         | Germania Ovest |
| 1979 | Berna                  | 7       | Jugoslavia     | Svizzera       | Germania Ovest |
| 1980 | Rovigno                | 7       | Germania Ovest | Jugoslavia     | Francia        |
| 1981 | Lussemburgo            | 7       | Jugoslavia     | Italia         | Svizzera       |
| 1982 | Bourgoin-Jallieu       | 7       | Francia        | Jugoslavia     | Austria        |
| 1983 | Linz                   | 7       | Jugoslavia     | Germania Ovest | Svizzera       |
| 1984 | Bad Lauterberg im Harz | 7       | Germania Ovest | Jugoslavia     | Austria        |
| 1985 | Aranđelovac            | 7       | Jugoslavia     | Svizzera       | Austria        |
| 1987 | Mürren                 | 6       | Germania Ovest | Francia        | Jugoslavia     |
| 1988 | Aosta                  | 7       | Jugoslavia     | Germania Ovest | Svizzera       |
| 1990 | Leibnitz               | 7       | Germania       | Ungheria       | Italia         |
| 1991 | Brno                   | 7       | Jugoslavia     | Cecoslovacchia | Germania       |
| 1993 | Bad Wörishofen         | 8       | Ungheria       | Germania       | Svizzera       |
| 1995 | Bük                    | 10      | Ungheria       | Paesi Bassi    | Slovenia       |
| 1997 | Montecatini Terme      | 10      | Slovenia       | Croazia        | Ungheria       |
| 1998 | Portorose              | 10      | Croazia        | Rep. Ceca      | Slovenia       |
| 1999 | Baden                  | 10      | Ungheria       | Svizzera       | Croazia        |
| 2000 | Charleville-Mézières   | 10      | Francia        | Ungheria       | Croazia        |
| 2002 | Lipsia                 | 10      | Slovenia       | Germania       | Ungheria       |
| 2003 | Pola                   | 10      | Germania       | Rep. Ceca      | Slovenia       |
| 2004 | Zemplínska šírava      | 10      | Croazia        | Slovacchia     | Slovenia       |
| 2005 | Steinbrunn             | 10      | Slovenia       | Croazia        | Slovacchia     |
| 2006 | Brno                   | 10      | Ungheria       | Rep. Ceca      | Croazia        |
| 2007 | Seghedino              | 10      | Francia        | Italia         | Germania       |
| 2008 | Olbia                  | 10      | Croazia        | Ungheria       | Rep. Ceca      |
| 2009 | Rogaška Slatina        | 10      | Croazia        | Italia         | Ungheria       |
| 2010 | Coira                  | 10      | Italia         | Ungheria       | Svizzera       |
| 2011 | Merlimont              | 10      | Germania       | Italia         | Austria        |
| 2012 | Sebenico               | 10      | Ungheria       | Slovenia       | Croazia        |
| 2013 | Meißen                 | 10      | Croazia        | Germania       | Rep. Ceca      |
| 2014 | Ružomberok             | 10      | Ungheria       | Germania       | Slovacchia     |
| 2015 | Mayrhofen              | 10      | Austria        | Slovacchia     | Germania       |
| 2016 | Praga                  | 10      | Rep. Ceca      | Germania       | Italia         |
| 2017 | Balatonszárszó         | 10      | Croazia        | Rep. Ceca      | Francia        |
| 2018 | Isola di Capo Rizzuto  | 10      | Italia         | Ungheria       | Germania       |
| 2019 | Radenci                | 10      | Ungheria       | Germania       | Austria        |
| 2021 | Svizzera               | 10      | Italia         | Slovacchia     | Rep. Ceca      |
| 2022 | Corte                  | 9       | Francia        | Slovacchia     | Ungheria       |
| 2023 | Lussinpiccolo          | 10      | Francia        | Italia         | Ungheria       |
| 2024 | Apolda                 | 10      | Germania       | Svizzera       | Rep. Ceca      |
| 2025 | Trencin                | 10      | Rep. Ceca      | Slovacchia     | Germania       |

### Torneo femminile
| Anno | Luogo                 | Squadre | Oro        | Argento    | Bronzo     |
| ---- | --------------------- | ------- | ---------- | ---------- | ---------- |
| 2002 | Saint-Vincent         | 9       | Slovenia   | Francia A  | Germania   |
| 2005 | Steinbrunn            | 10      | Slovenia   | Rep. Ceca  | Slovacchia |
| 2006 | Brno                  | 10      | Slovenia   | Germania   | Croazia    |
| 2007 | Seghedino             | 10      | Ungheria   | Slovenia   | Slovacchia |
| 2008 | Olbia                 | 6       | Italia     | Germania   | Ungheria   |
| 2009 | Rogaška Slatina       | 8       | Slovenia   | Slovenia 2 | Italia     |
| 2010 | Coira                 | 10      | Italia     | Slovenia   | Ungheria   |
| 2011 | Merlimont             | 6       | Italia     | Germania   | Ungheria   |
| 2012 | Sebenico              | 8       | Germania   | Slovenia   | Italia     |
| 2013 | Meißen                | 10      | Slovacchia | Germania   | Italia     |
| 2014 | Ružomberok            | 10      | Italia     | Germania   | Austria    |
| 2015 | Mayrhofen             | 10      | Ungheria   | Italia     | Slovacchia |
| 2016 | Praga                 | 10      | Germania   | Italia     | Ungheria   |
| 2017 | Balatonszárszó        | 10      | Ungheria   | Francia    | Croazia    |
| 2018 | Isola di Capo Rizzuto | 8       | Germania   | Austria    | Italia     |
| 2019 | Radenci               | 9       | Croazia    | Germania   | Ungheria   |
| 2021 | Svizzera              | 10      | Italia     | Ungheria   | Germania   |
| 2022 | Corte                 | 10      | Francia    | Slovenia   | Ungheria   |
| 2023 | Lussinpiccolo         | 10      | Francia    | Croazia    | Slovenia   |
| 2024 | Apolda                | 10      | Germania   | Francia    | Svizzera   |
| 2025 | Trencin               | 10      | Svizzera   | Francia    | Italia     |

## Medagliere Open
| Squadra                 | Oro | Arg. | Bronzo |
| ----------------------- | --- | ---- | ------ |
| Germania Ovest Germania | 8   | 8    | 7      |
| Ungheria                | 7   | 5    | 5      |
| Jugoslavia              | 7   | 3    | 2      |
| Croazia                 | 6   | 2    | 4      |
| Francia                 | 5   | 1    | 3      |
| Italia                  | 3   | 6    | 2      |
| Slovenia                | 3   | 1    | 4      |
| Rep. Ceca               | 2   | 4    | 4      |
| Austria                 | 2   | 0    | 5      |
| Svizzera                | 0   | 6    | 5      |
| Slovacchia              | 0   | 5    | 2      |
| Cecoslovacchia          | 0   | 1    | 0      |
| Paesi Bassi             | 0   | 1    | 0      |

## Medagliere Femminile
| Squadra    | Oro | Arg. | Bronzo |
| ---------- | --- | ---- | ------ |
| Italia     | 5   | 2    | 5      |
| Germania   | 4   | 6    | 2      |
| Slovenia   | 4   | 5    | 1      |
| Ungheria   | 3   | 1    | 6      |
| Francia    | 2   | 4    | 0      |
| Croazia    | 1   | 1    | 2      |
| Slovacchia | 1   | 0    | 3      |
| Svizzera   | 1   | 0    | 1      |
| Austria    | 0   | 1    | 1      |
| Rep. Ceca  | 0   | 1    | 0      |